# Encyclopédie
Encyclopédie, ou dictionnaire raisonné des sciences, des arts et des métiers (ili
Velika francuska enciklopedija) bila je rana enciklopedija, koja je objavljena između 1751. i 1772. u Francuskoj. Glavni urednici Enciklopedije bilu su Denis Diderot i Jean le Rond d'Alembert.
Godinu dana poslije izlaska prvog sveska Enciklopedija je bila privremeno zabranjena, ali već godinu dana poslije 1753., nastavlja izlaziti.  U samom početku bio je to prijevod engleske enciklopedije Ephraima Chambersa Cyclopaedia, or Universal Dictionary of Arts and Sciences, koja je objavljena u 1728.u dva sveska, ali vremenom dolazi da značajnog proširenja i politizacije tekstova s velikim brojem liberalnih i progresivnih ideja.
Zadnji dio je objavljen 1772. i cijela Enciklopedija se sastojala od 17 tekstovnih i 11 svezaka s ilustracijama.
Velika francuska enciklopedija odigrala je važnu ulogu u stvaranju intelektualnih mišljenja koja će dovesti do francuske revolucije. Iako veliki broj suradnika Velike francuske enciklopedije nije imao namjeru radikalno mijenjati francusko društvo, ipak sâm sadržaj ovog djela vodio je u ovom smjeru. Velika francuska enciklopedija negirala je učenje Katoličke Crkve tvrdeći da se na pitanja o tom učenju treba odgovoriti s jednim znanstvenim pristupom. Urednici također odbijaju obrađivanje tekstova nastalih kao posljedica političkih odluka.
Neki članci su govorili o promjenama socijalnih i političkih institucija koje bi unaprijedile društvo za boljitak svih.Velika francuska enciklopedija napisana je na francuskom, a u to vrijeme je Pariz bio intelektualni glavni grad Europe. Veliki broj osoba i vlada diljem Europe se koristilo francuskim jezikom i Enciklopedijom, tako da je njen utjecaj, poslije širenja Europom, bio enorman i na druge narode.
Veliki broj poznatih osoba tog doba radili su kao suradnici na stvaranju Enciklopedije npr.: Jean Baptiste Bourguignon d'Anville, Georges Louis Buffon, Antoine Louis (konstruktor prve giljotine), baron de Montesquieu, Jean-Jacques Rousseau i Voltaire.

## Činjenice o Enciklopediji
- 17 svezaka s člancima
- 11 svezaka s ilustracijama
- 18 000 stranica teksta
- 44 000 glavnih članaka
- 28 000 sporednih članaka
- 2 500 ilustracija
- 20 000 000 riječi
- Tiskana u 4 250 primjera

## Vanjske poveznice
- Online izdanje - Francuski
- Online izdanje - Engleski
- The Encyclopedie, discussion on the BBC Radio 4 programme In Our Time, preuzeto 26. listopada 2006.